# Danh sách người đứng đầu chính phủ của Lesotho
Dưới đây là danh sách người đứng đầu chính phủ của Lesotho qua từng thời ký:

## Danh sách
Basotho National Party (BNP)

      Basutoland Congress Party (BCP)

      Lesotho Congress for Democracy (LCD)

      Democratic Congress (DC)

      All Basotho Convention (ABC)
| #   | Chân dung | Tên (Sinh–Mất) (Title) (Term)                                 | Nhiệm kỳ            | Nhiệm kỳ            | Đảng phái                                                                         |
| --- | --------- | ------------------------------------------------------------- | ------------------- | ------------------- | --------------------------------------------------------------------------------- |
| 1   |           | Sekhonyana Nehemia Maseribane (1918–1986) Thủ tướng Chính phủ | 6 tháng 5 năm1965   | 7 tháng 7 năm 1965  | Basotho National Party                                                            |
| 2   |           | Leabua Jonathan (1914–1987) Thủ tướng Chính phủ               | 7 tháng 7 năm 1965  | 20 tháng 1 năm 1986 | Basotho National Party                                                            |
| 3   |           | Justin Lekhanya (b. 1938) Chủ tịch Hội đồng Quân sự           | 24 tháng 1 năm 1986 | 2 tháng 5 năm1991   | Military                                                                          |
| 4   |           | Elias Phisoana Ramaema (b. 1933) Chủ tịch Hội đồng Quân sự    | 2 tháng 5 năm1991   | 2 tháng 4 năm 1993  | Military                                                                          |
| 5   |           | Ntsu Mokhehle (1918–1999) Thủ tướng Chính phủ (1st Term)      | 2 tháng 4 năm 1993  | 17 tháng 8 năm 1994 | Basutoland Congress Party                                                         |
| —   |           | Hae Phoofolo (b. 1946?) Interim Thủ tướng Chính phủ           | 17 tháng 8 năm 1994 | 14 tháng 9 năm 1994 | Independent                                                                       |
|     |           | Ntsu Mokhehle (1918–1999) Thủ tướng Chính phủ (2nd Term)      | 14 tháng 9 năm 1994 | 29 tháng 5 năm1998  | Basutoland Congress Party (until 1997) Lesotho Congress for Democracy (from 1997) |
| (5) |           | Ntsu Mokhehle (1918–1999) Thủ tướng Chính phủ (2nd Term)      | 14 tháng 9 năm 1994 | 29 tháng 5 năm1998  | Basutoland Congress Party (until 1997) Lesotho Congress for Democracy (from 1997) |
|     |           | Ntsu Mokhehle (1918–1999) Thủ tướng Chính phủ (2nd Term)      | 14 tháng 9 năm 1994 | 29 tháng 5 năm1998  | Basutoland Congress Party (until 1997) Lesotho Congress for Democracy (from 1997) |
|     |           | Pakalitha Mosisili (b. 1945) Thủ tướng Chính phủ              | 29 tháng 5 năm1998  | 8 tháng 6 năm 2012  | Lesotho Congress for Democracy (until 2011) Democratic Congress (from 2011)       |
| 6   |           | Pakalitha Mosisili (b. 1945) Thủ tướng Chính phủ              | 29 tháng 5 năm1998  | 8 tháng 6 năm 2012  | Lesotho Congress for Democracy (until 2011) Democratic Congress (from 2011)       |
|     |           | Pakalitha Mosisili (b. 1945) Thủ tướng Chính phủ              | 29 tháng 5 năm1998  | 8 tháng 6 năm 2012  | Lesotho Congress for Democracy (until 2011) Democratic Congress (from 2011)       |
| 7   |           | Tom Thabane (b. 1939) Thủ tướng Chính phủ                     | 8 tháng 6 năm 2012  | tháng 3 năm 2015    | All Basotho Convention                                                            |
| (6) |           | Pakalitha Mosisili (b. 1945) Thủ tướng Chính phủ-designate    | tháng 3 năm 2015    | 2017                | Democratic Congress                                                               |
| 8   |           | Tom Thabane (b. 1939) Thủ tướng Chính phủ-designate           | 2017                | 2020                | Democratic Congress                                                               |
| 9   |           | Moeketsi Majoro (b. 1961) Thủ tướng Chính phủ-designate       | 2020                |                     | Democratic Congress                                                               |